# Sady nad Torysou
Sady nad Torysou este o comună slovacă, aflată în districtul Košice-okolie din regiunea Košice. Localitatea se află la altitudinea de 204 m deasupra n.m., se întinde pe o suprafață de 8,45 km2 și în 2017 număra 1.961 de locuitori.

## Demografie
| An:                | 1994 | 2004    | 2014    | 2024   |
| ------------------ | ---- | ------- | ------- | ------ |
| Număr de persoane: | 1486 | 1699    | 1924    | 1925   |
| Diferență:         |      | +14,33% | +13,24% | +0,05% |

| An:                | 2023 | 2024   |
| ------------------ | ---- | ------ |
| Număr de persoane: | 1939 | 1925   |
| Diferență:         |      | −0,72% |